# José Vicente Nácher Tatay
José Vicente Nácher Tatay (Valencia, 10 aprile 1964) è un arcivescovo cattolico e missionario spagnolo, dal 26 gennaio 2023 arcivescovo metropolita di Tegucigalpa.

## Biografia
José Vicente è nato nel quartiere Monteolivete della città spagnola di Valencia il 10 aprile 1964 da Vicente Nácher e Mercedes Tatay. Da ragazzo frequentava la parrocchia del quartiere retta dai padri lazzaristi.

### Formazione e ministero sacerdotale
Ha conseguito la laurea in sociologia presso l'Università di Alicante.
Nel 1985 è entrato nel seminario maggiore della Congregazione della missione di Barcellona e in questo istituto, affiliato alla Facoltà di Teologia della Catalogna, ha svolto gli studi ecclesiastici.
Il 20 gennaio 1990 ha emesso la professione solenne e il 26 ottobre dell'anno successivo è stato ordinato presbitero nella cattedrale dell'Assunzione di Maria a Valencia da monsignor Miguel Roca Cabanellas, arcivescovo metropolita di Valencia. In seguito ha prestato servizio ad Alicante, dove per nove anni è stato responsabile delle missioni popolari e della pastorale giovanile. Successivamente ha trascorso tre anni a Valencia.
Nel 2000 è stato inviato come missionario in Honduras. In seguito è stato parroco della parrocchia di San Vincenzo de' Paoli a San Pedro Sula dal 2000 al 2005; parroco della parrocchia di San Giuseppe a Puerto Lempira e vicario episcopale dell'area indigena di La Mosquitia nella diocesi di Trujillo dal 2006 al 2016 e di nuovo parroco della parrocchia di San Vincenzo de' Paoli a San Pedro Sula e superiore regionale della sua Congregazione per l'Honduras dal 2016.
Ha promosso la creazione del progetto educativo "Brotes Nuevos", aperto nel 2005 con l'aiuto delle Figlie della carità di San Vincenzo de' Paoli, per rispondere alla difficile situazione di violenza a Puerto Lempira. Il secondo centro da lui promosso si chiama "Asla Wapaia" (Insieme camminando) ed è attivo da dieci anni al servizio di diverse attività.
Tra i suoi progetti c'è anche la creazione della radio parrocchiale "Kupia Kumi", la cui stazione è alimentata con energia solare, che funge da mezzo di evangelizzazione, formazione e comunicazione tra gli abitanti della regione di La Mosquitia, un territorio carente di mezzi di comunicazione, accesso a internet e copertura telefonica.

### Ministero episcopale
Il 26 gennaio 2023 papa Francesco lo ha nominato arcivescovo metropolita di Tegucigalpa. Ha ricevuto l'ordinazione episcopale nella basilica di Nostra Signora di Suyapa a Tegucigalpa dal cardinale Óscar Andrés Rodríguez Maradiaga, arcivescovo emerito di Tegucigalpa, co-consacranti il vescovo emerito di Trujillo Luis Felipe Solé Fa e quello di San Pedro Sula Ángel Garachana Pérez. Durante la stessa celebrazione ha preso possesso dell'arcidiocesi.  
Il 29 giugno 2023 ha ricevuto il pallio dal Santo Padre durante la cerimonia svoltasi in piazza san Pietro a Roma.
Il 7 novembre 2023 è stato eletto presidente della Conferenza episcopale dell'Honduras.

## Genealogia episcopale
La genealogia episcopale è:
- Cardinale Scipione Rebiba
- Cardinale Giulio Antonio Santori
- Cardinale Girolamo Bernerio, O.P.
- Arcivescovo Galeazzo Sanvitale
- Cardinale Ludovico Ludovisi
- Cardinale Luigi Caetani
- Cardinale Ulderico Carpegna
- Cardinale Paluzzo Paluzzi Altieri degli Albertoni
- Papa Benedetto XIII
- Papa Benedetto XIV
- Papa Clemente XIII
- Cardinale Marcantonio Colonna
- Cardinale Giacinto Sigismondo Gerdil, B.
- Cardinale Giulio Maria della Somaglia
- Cardinale Carlo Odescalchi, S.I.
- Cardinale Costantino Patrizi Naro
- Cardinale Lucido Maria Parocchi
- Papa Pio X
- Papa Benedetto XV
- Papa Pio XII
- Cardinale Eugène Tisserant
- Papa Paolo VI
- Arcivescovo Gabriel Montalvo Higuera
- Cardinale Óscar Andrés Rodríguez Maradiaga, S.D.B.
- Arcivescovo José Vicente Nácher Tatay, C.M.